# Liste der Baudenkmäler in Piding
Auf dieser Seite sind die Baudenkmäler in der oberbayerischen Gemeinde Piding zusammengestellt. Diese Tabelle ist eine Teilliste der Liste der Baudenkmäler in Bayern. Grundlage ist die Bayerische Denkmalliste, die auf Basis des Bayerischen Denkmalschutzgesetzes vom 1. Oktober 1973 erstmals erstellt wurde und seither durch das Bayerische Landesamt für Denkmalpflege geführt wird. Die folgenden Angaben ersetzen nicht die rechtsverbindliche Auskunft der Denkmalschutzbehörde.
 Die Liste gibt den Fortschreibungsstand vom 3. Juli 2018 wieder und umfasst 24 Baudenkmäler.

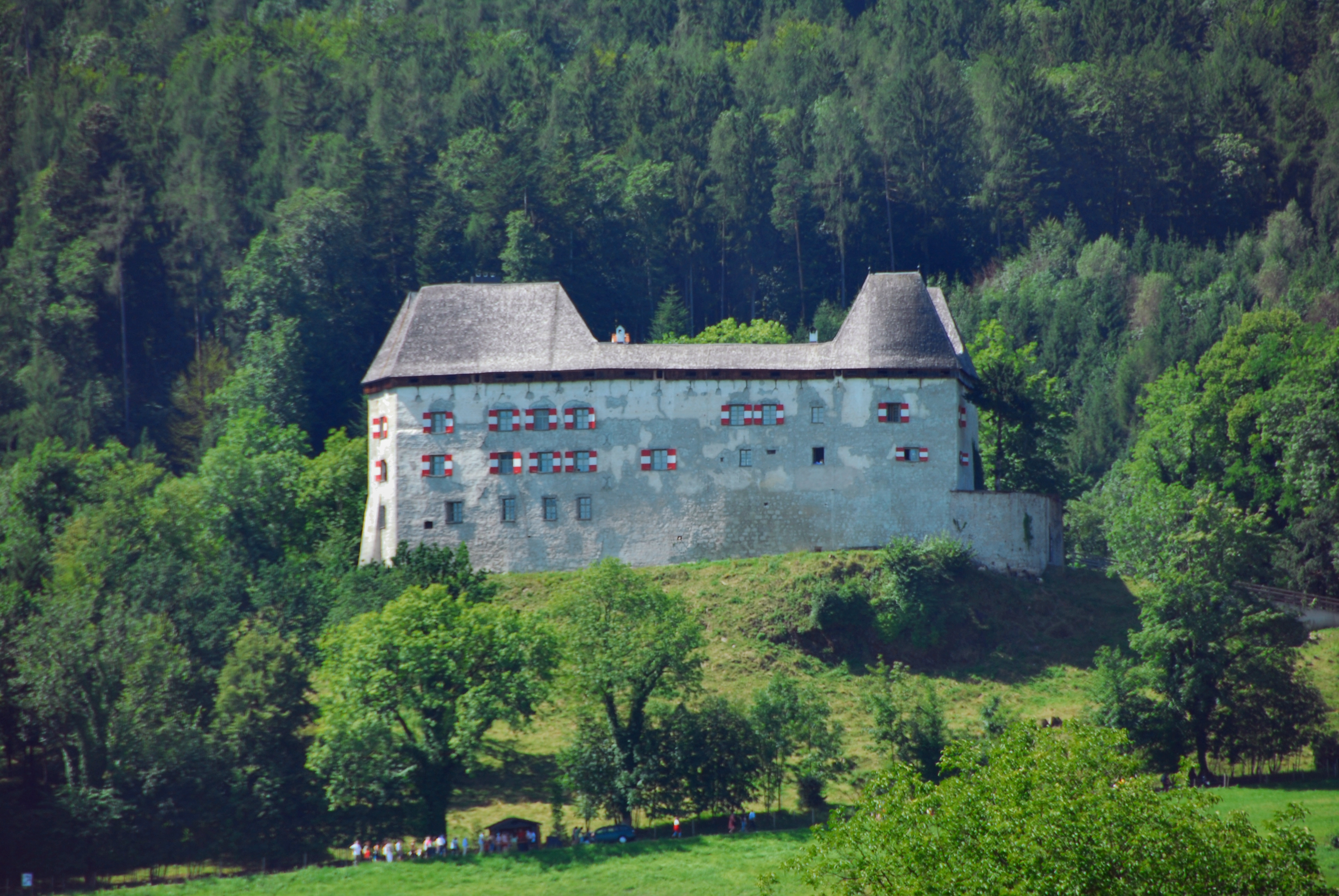
Schloss Staufeneck

## Baudenkmäler nach Ortsteilen

### Piding
| Lage                                   | Objekt                                                            | Beschreibung | Akten-Nr.     | Bild                            |
| -------------------------------------- | ----------------------------------------------------------------- | --- | ------------- | ------------------------------- |
| Berchtesgadener Straße 2 (Standort)    | Wohnhaus, ehemaliges Krämeranwesen                                | Zweigeschossiger Traufseitbau mit einseitig abgewalmtem Satteldach über unregelmäßigem Grundriss, an der Friedhofsmauer, steinerne Tür- und Fenstergewände, 18. Jahrhundert, Südfront Mitte 19. Jahrhundert. | D-1-72-128-1  | weitere Bilder                  |
| Berchtesgadener Straße 6 (Standort)    | Gasthaus Altwirt                                                  | Stattlicher zweigeschossiger Bau mit vorkragendem Krüppelwalmdach und Rundbogenportal, 17. Jahrhundert und 1805, Widerkehr weitgehend holzverschalt, wohl zweite Hälfte 19. Jahrhundert | D-1-72-128-2  | weitere Bilder                  |
| Berchtesgadener Straße 16 (Standort)   | Ehemaliges Baderhaus, sogenanntes Ehebad                          | Eingeschossiger verputzter Massivbau mit halb abgewalmtem Mansarddach, um Mitte 19. Jahrhundert, über älterem Keller. | D-1-72-128-3  | weitere Bilder                  |
| Petersplatz (Standort)                 | Bildsäule                                                         | Marmorstandbild des heiligen Petrus, wohl 18. Jahrhundert. | D-1-72-128-8  | weitere Bilder                  |
| Petersplatz 1 (Standort)               | Katholische Pfarrkirche Mariä Geburt                              | Saalkirche mit Satteldach und nicht eingezogenem, dreiseitig geschlossenem Chor, im Kern spätgotisch, Rotmarmorportal mit Maßwerk um 1510, barockisierender Umbau 1756–61, Erweiterung nach Westen und Spitzhelm des Turms 1868; mit Ausstattung; Kriegerdenkmal für die Gefallenen des Ersten Weltkriegs, heiliger Georg auf Säule, Stein, bezeichnet mit „1918“, vor bogenförmiger Mauer mit Inschriftentafeln für die Gefallenen des Zweiten Weltkriegs, bezeichnet mit „1951“. | D-1-72-128-5  | weitere Bilder                  |
| Petersplatz 2 (Standort)               | Ehemaliges Pfarr- und Mesnerhaus, später Schule                   | Zweigeschossiger barocker Schopfwalmdachbau mit rundbogigem Sandsteinportal, bezeichnet mit „1704“. | D-1-72-128-6  | weitere Bilder                  |
| Petersplatz 6 (Standort)               | Ehemaliges Bäcker-, Wagneranwesen und Bauernhaus                  | Zweigeschossiger, verputzter Massivbau mit rundbogigem Sandsteinportal und teils holzverschaltem Wirtschaftsteil, im Kern 18. Jahrhundert, vorkragendes Steilsatteldach mit Aufzugsgaube, 19. Jahrhundert. | D-1-72-128-7  | weitere Bilder                  |
| Salzburger Straße 13 (Standort)        | Wohnteil des ehemaligen Bauernhauses                              | Zweigeschossiger Satteldachbau mit Putzbänderung, Giebellaube, Rundbogenportal und Heiligenfigur, im Kern Mitte 18. Jahrhundert. | D-1-72-128-9  | weitere Bilder                  |
| Salzburger Straße 25 (Standort)        | Ehemaliges Bauernhaus mit Widerkehr, sogenanntes Leonhard-Anwesen | Zweigeschossiger Flachsatteldachbau mit Hochlaube und Rundbogenportal, Fenster teils mit marmornen Gewänden, 18. Jahrhundert, Widerkehr holzverschalt, 19. Jahrhundert. | D-1-72-128-10 | weitere Bilder                  |
| Nähe Straße nach Bichlbruck (Standort) | Bildstock, sogenannte Pestsäule                                   | Nagelfluhpfeiler mit Laterne, bezeichnet mit „1707“. | D-1-72-128-12 | Bildstock, sogenannte Pestsäule |

### Kleinhögl
| Lage                      | Objekt                                              | Beschreibung | Akten-Nr.              | Bild           |
| ------------------------- | --------------------------------------------------- | --- | ---------------------- | -------------- |
| Johannishögl 2 (Standort) | Bauernhaus mit Widerkehr, sogenannter Schwaiger-Hof | Zweigeschossig mit südlich abgeschlepptem Flachsatteldach und Putzgliederungen, im Kern wohl 18. Jahrhundert, Widerkehr, wohl zweite Hälfte 19. Jahrhundert; Brechelbad, eingeschossiger Bruchsteinbau mit vorkragendem Satteldach, 18./19. Jahrhundert. | D-1-72-128-16          | weitere Bilder |
| Johannishögl 4 (Standort) | Katholische Filialkirche St. Johann                 | Saalkirche mit Satteldach und nicht eingezogenem, fünfseitig geschlossenem Chor, im Kern romanisch, Gewölbe spätgotisch, Westturm mit Zwiebelhaube ab 1731; mit Ausstattung.                                                                             | D-1-72-128-13 Wikidata | weitere Bilder |
| Nähe Schwaig (Standort)   | Waldkapelle, sogenannte Johannes-Kapelle            | Verputzter Massivbau über elliptischem Grundriss, mit Kegeldach, Natursteingewänden, bezeichnet mit „1701“; mit Ausstattung. | D-1-72-128-15          | weitere Bilder |

### Mauthausen
| Lage                                                                                  | Objekt | Beschreibung | Akten-Nr.     | Bild                               |
| ------------------------------------------------------------------------------------- | --- | --- | ------------- | ---------------------------------- |
| Bahnhofstraße 36 (Standort)                                                           | Bildstock, sogenanntes Pestmarterl                                                                                               | Nagelfluhpfeiler mit Laterne, 16./17. Jahrhundert. | D-1-72-128-18 | Bildstock, sogenanntes Pestmarterl |
| Gaisbergstraße 6 (Standort)                                                           | Katholische Filialkirche St. Laurentius                                                                                          | Saalkirche mit eingezogenem geradem Chorschluss, unverputzter Kalksteinquaderbau mit hohem, schindelgedecktem Walmdach, im Kern um 1200, Gewölbe um 1500; mit Ausstattung; Friedhofsmauer, Bruchstein. | D-1-72-128-17 | weitere Bilder                     |
| Salzstraße 2 (Standort)                                                               | Ehemaliges Mauthaus | Dreigeschossiger massiver Walmdachbau, im Kern wohl 17. Jahrhundert, 1842 nach Brand erneuert. | D-1-72-128-21 | weitere Bilder                     |
| Schloßweg 4 (Standort)                                                                | Ehemaliger Maierhof und Pflegerhaus der Burg Staufeneck, sogenannter Hofbau                                                      | Einfirsthof, zweigeschossiger Massivbau mit Flachsatteldach, bemalten Pfettenköpfen, Houdibock, Steingewänden, Giebel- und Hochlaube, Putzgliederung und teils holzverschaltem Wirtschaftsteil, ab 1712 errichtet. | D-1-72-128-22 | weitere Bilder                     |
| Schloßweg 14 (Standort)                                                               | Ehemaliges Amts- und Wohnhaus des Amtmanns oder Gerichtsdieners des ehemaligen salzburgischen Pfleggerichts Staufeneck und Plain | Zweigeschossiger Bau mit vorkragendem, nördlich abgeschlepptem Halbwalmdach, Schindeldeckung, Putzgliederung und steinernem Rundbogenportal, bezeichnet mit „1726“; mit Ausstattung. | D-1-72-128-26 | weitere Bilder                     |
| Schloßweg 15 (Standort)                                                               | Burg Staufeneck | Auf einem Hügel unterhalb des Staufen gelegenes ehemaliges Lehen der Grafen von Plain, seit dem 13. Jahrhundert salzburgisches Lehen, 1305–1803 Pflegschloss der Salzburger Erzbischöfe, um unregelmäßigen, dem Terrain folgenden, annähernd trapezförmigen Innenhof errichtete Vierflügelanlage aus mehrgeschossigen Trakten aus Quadermauerwerk, mit umlaufendem hölzernem Wehrgang, Ecktürme mit hohen Walmdächern, südlich Wohngebäude, im Kern romanisch, um 1240, Ausbau bezeichnet mit „1513“, im nördlichen Bereich des östlichen Flügels integrierte Kapelle, bezeichnet mit „1701“; mit Ausstattung; nördlich vorgelagerte Zwingermauer, gleichzeitig. | D-1-72-128-25 | weitere Bilder                     |
| Untersbergstraße 7 (Standort)                                                         | Wegkapelle | Neugotisch, mit Dachreiter, 1908. | D-1-72-128-24 | weitere Bilder                     |
| Mairalm, nordöstlich unterm Hochstaufen in 845 Metern Höhe (Standort)                 | Mairalm | Erdgeschossiger Satteldachbau, teils mit Blockbau teils massiv, 18./19. Jahrhundert. | D-1-72-128-29 | weitere Bilder                     |
| Steiner- und Hofbäckeralm, nördlich unterm Hochstaufen in 995 Metern Höhe (Standort)  | Kaser der Kochalm | Eingeschossiger überkämmter Blockbau mit vorkragendem Satteldach und Bruchsteinsockel, wohl Mitte 19. Jahrhundert. | D-1-72-128-28 | Kaser der Kochalm                  |
| Steiner- und Hofbäckeralm, nördlich unterm Hochstaufen in 1027 Metern Höhe (Standort) | Kaser der Steiner Alm | Eingeschossiger überkämmter Blockbau mit vorkragendem Satteldach und Bruchsteinsockel, bezeichnet mit „1820“. | D-1-72-128-30 | weitere Bilder                     |

### Staufenbrücke
| Lage                                 | Objekt                                | Beschreibung                                                                                      | Akten-Nr.     | Bild           |
| ------------------------------------ | ------------------------------------- | ------------------------------------------------------------------------------------------------- | ------------- | -------------- |
| Nähe Reichenhaller Straße (Standort) | Kapelle, sogenannte Strailach-Kapelle | Verputzter Massivbau mit vorkragendem Krüppelwalmdach mit Schindeldeckung, 1710; mit Ausstattung. | D-1-72-128-20 | weitere Bilder |

## Ehemalige Baudenkmäler
In diesem Abschnitt sind Objekte aufgeführt, die früher einmal in der Denkmalliste eingetragen waren, jetzt aber nicht mehr. Objekte, die in anderem Zusammenhang – also z. B. als Teil eines Baudenkmals – weiter eingetragen sind, sollen hier nicht aufgeführt werden. Aktennummern in diesem Abschnitt sind ehemalige, jetzt nicht mehr gültige Aktennummern.

| Lage                                               | Objekt                | Beschreibung                                                 | Akten-Nr.     | Bild                  |
| -------------------------------------------------- | --------------------- | ------------------------------------------------------------ | ------------- | --------------------- |
| Piding Berchtesgadener Straße 18 ()                | Bauernhaus            | Im Kern 18. Jahrhundert.                                     | D-1-72-128-4  |                       |
| Piding Salzburger Straße 26 (Standort)             | Wohnhaus              | Mit Sandstein-Türgewände, 18. Jahrhundert.                   | D-1-72-128-11 | Wohnhaus              |
| Kleinhögl Johannishögl 3 (Standort)                | Gasthaus Johanneshögl | Stattliche Anlage, Dach ehemals mit Schopfwalm, erbaut 1839. | D-1-72-128-14 | Gasthaus Johanneshögl |
| Mauthausen Schlossweg (beim Schloss Staufeneck) () | Reste eines Kalkofens |                                                              | D-1-72-128-27 |                       |